# Hitsjön
Hitsjön är en sjö i Torsby kommun i Värmland och ingår i Glommas huvudavrinningsområde. Sjön har en area på 0,0759 kvadratkilometer och ligger 488 meter över havet.

## Delavrinningsområde
Hitsjön ingår i det delavrinningsområde (676018-131259) som SMHI kallar för Inloppet i Halsjön. Medelhöjden är 446 meter över havet och ytan är 52,11 kvadratkilometer. Det finns ett avrinningsområde uppströms, och räknas det in blir den ackumulerade arean 115,39 kvadratkilometer. Avrinningsområdets utflöde Halån (Halåa) mynnar i havet. Avrinningsområdet består mestadels av skog (64 procent) och sankmarker (34 procent). Avrinningsområdet har 0,21 kvadratkilometer vattenytor vilket ger det en sjöprocent på 0,4 procent.